# بخش مرکزی شهرستان سردشت
بخش مرکزی شهرستان سردشت یکی از بخش‌های تابعه شهرستان سردشت در استان آذربایجان غربی در شمال غربی ایران است.

## تقسیمات کشوری
دهستان‌های بخش مرکزی
- دهستان آلان
- دهستان بریاجی

شهرها: سردشت

## جمعیت
بنابر سرشماری مرکز آمار ایران، جمعیت بخش مرکزی شهرستان سردشت در سال ۱۳۹۵ برابر با ۶۳۲۴۳ نفر بوده‌است.